# Myszarka wielkoucha
Myszarka wielkoucha (Apodemus latronum) – gatunek gryzonia z rodziny myszowatych (Muridae), występujący na Dalekim Wschodzie. 

## Systematyka
Takson po raz pierwszy opisany naukowo w 1911 roku przez O. Thomasa. Była uznawana za podgatunek myszarki smoczej (A. draco), z którą jest sympatryczna w części zasięgu. Analizy filogenetyczne wskazują, że gatunek ten tworzy klad wraz z myszarką smoczą i myszarką tajwańską (A. semotus).

## Biologia
Myszarka wielkoucha żyje w południowych i środkowych Chinach (prowincje Junnan, Syczuan i Qinghai oraz w Tybecie), w północnej Mjanmie oraz w Indiach (stan Arunachal Pradesh). Jest to gatunek górski, występuje na wysokościach od 2700 do 4000 m n.p.m. Zamieszkuje lasy i łąki piętra alpejskiego; w Azji Południowo-Wschodniej zamieszkuje też niższe piętro gór. Prowadzi nocny tryb życia.

## Populacja
Myszarka wielkoucha występuje na dużym obszarze, prawdopodobnie ma dużą liczebność; nie jest znany trend rozwoju jej populacji. Wykazuje ona małą tolerancję wobec zmian w środowisku spowodowanych działalnością człowieka, ale występuje w kilku obszarach chronionych, w tym w rezerwatach Wolong, Changshanerhai i Jiuzhaigou. W Mjanmie i Indiach potrzebne są dalsze badania, aby określić południowy zasięg gatunku. W indyjskim prawodawstwie do 2002 roku była uznawana za szkodnika. Nie są znane większe zagrożenia dla gatunku i jest on uznawany za gatunek najmniejszej troski.